# Powiat de Wieliczka
Le powiat de Wieliczka (en polonais powiat wielicki) est un district appartenant à la voïvodie de Petite-Pologne dans le sud de la Pologne.

## Division administrative
Le powiat de Wieliczka comprend 5 communes :
- 2 communes urbaines-rurales : Niepołomice et Wieliczka ;
- 3 communes rurales : Biskupice, Gdów et Kłaj.